# FC Ulaanbaatar
El FC Ulaanbaatar es un equipo de fútbol de Mongolia que juega en la Liga de Fútbol de Mongolia, la máxima categoría de fútbol en el país.

## Historia
Fue fundado en el año 2010 en la capital Ulán Bator y al año siguiente debutaron en la liga nacional, obteniendo el título de liga.
En la temporada 2015 consiguieron el subcampeonato, quedando solo detrás del Erchim.

## Palmarés
- Liga de Fútbol de Mongolia: 2

2011, 2022-23

## Jugadores

### Jugadores destacados
- Kim Myong-Won[4]
- Sin Choi-Jin[4]
- Amgalan Dashdezhidyin Gamboa[5][6]